# Heteropelma townesi
Heteropelma townesi är en stekelart som beskrevs av Ian D. Gauld 1976. Heteropelma townesi ingår i släktet Heteropelma och familjen brokparasitsteklar. Inga underarter finns listade i Catalogue of Life.